# Damián Martínez
Damián Alberto Martínez (Buenos Aires, Argentina; 31 de enero de 1990) es un futbolista argentino. Juega como lateral por derecha y su primer equipo fue San Lorenzo de Almagro. Actualmente se encuentra en Atlético Tucumán de la Liga Profesional. Es hermano mayor del también futbolista Adrián Martínez.

## Trayectoria
Surgido de las divisiones inferiores de San Lorenzo de Almagro, tuvo su debut como profesional con la camiseta del Ciclón el 3 de abril de 2009: ese día, Martínez fue titular en el empate 1-1 ante Arsenal de Sarandí.
Posteriormente siguió su carrera en Independiente Rivadavia, Aldosivi de Mar del Plata, Defensa y Justicia, Independiente, Unión de Santa Fe y Rosario Central.

### Participaciones en Sudamericanos
| Sudamericano                | Sede    | Resultado    |
| --------------------------- | ------- | ------------ |
| Sudamericano Sub-17 de 2007 | Ecuador | Tercer lugar |

### Participaciones en Copas del Mundo
| Copa Mundial                | Sede          | Resultado        |
| --------------------------- | ------------- | ---------------- |
| Copa Mundial Sub-17 de 2007 | Corea del Sur | Cuartos de final |

## Estadísticas
- Actualizado al 9 de agosto de 2025

### Clubes
| Club                              | Div.                | Temporada           | Liga | Liga | Copa Nacional | Copa Nacional | Copa Internacional | Copa Internacional | Total | Total |
| Club                              | Div.                | Temporada           | PJ   | G    | PJ            | G             | PJ                 | G                  | PJ    | G     |
| --------------------------------- | ------------------- | ------------------- | ---- | ---- | ------------- | ------------- | ------------------ | ------------------ | ----- | ----- |
| San Lorenzo Argentina             | 1.ª                 | 2008/09             | 3    | 0    | -             | -             | -                  | -                  | 3     | 0     |
| San Lorenzo Argentina             | 1.ª                 | 2009/10             | 6    | 0    | -             | -             | -                  | -                  | 6     | 0     |
| San Lorenzo Argentina             | 1.ª                 | 2010/11             | 0    | 0    | -             | -             | -                  | -                  | 0     | 0     |
| San Lorenzo Argentina             | 1.ª                 | 2011/12             | 5    | 0    | 3             | 0             | -                  | -                  | 8     | 0     |
| San Lorenzo Argentina             | 1.ª                 | 2012/13             | 1    | 0    | 0             | 0             | -                  | -                  | 1     | 0     |
| San Lorenzo Argentina             | Total               | Total               | 15   | 0    | 3             | 0             | -                  | -                  | 18    | 0     |
| Independiente Rivadavia Argentina | 2.ª                 | 2010/11             | 19   | 1    | -             | -             | -                  | -                  | 19    | 1     |
| Independiente Rivadavia Argentina | 2.ª                 | 2011/12             | 15   | 0    | 0             | 0             | -                  | -                  | 15    | 0     |
| Independiente Rivadavia Argentina | Total               | Total               | 34   | 1    | 0             | 0             | -                  | -                  | 34    | 1     |
| Aldosivi Argentina                | 2.ª                 | 2013/14             | 33   | 4    | 0             | 0             | -                  | -                  | 33    | 4     |
| Aldosivi Argentina                | Total               | Total               | 33   | 4    | 0             | 0             | -                  | -                  | 33    | 4     |
| Defensa y Justicia Argentina      | 1.ª                 | 2014                | 17   | 0    | 2             | 0             | -                  | -                  | 19    | 0     |
| Defensa y Justicia Argentina      | 1.ª                 | 2015                | 24   | 0    | 3             | 0             | -                  | -                  | 27    | 0     |
| Defensa y Justicia Argentina      | 1.ª                 | 2016                | 14   | 1    | 1             | 0             | -                  | -                  | 15    | 1     |
| Defensa y Justicia Argentina      | Total               | Total               | 55   | 1    | 6             | 0             | -                  | -                  | 61    | 1     |
| Independiente Argentina           | 1.ª                 | 2016/17             | 2    | 0    | 1             | 0             | 1                  | 0                  | 4     | 0     |
| Independiente Argentina           | Total               | Total               | 2    | 0    | 1             | 0             | 1                  | 0                  | 4     | 0     |
| Unión Argentina                   | 1.ª                 | 2017/18             | 23   | 0    | 2             | 0             | -                  | -                  | 25    | 0     |
| Unión Argentina                   | 1.ª                 | 2018/19             | 22   | 2    | 5             | 0             | 2                  | 0                  | 29    | 2     |
| Unión Argentina                   | 1.ª                 | 2019/20             | 13   | 0    | 0             | 0             | -                  | -                  | 13    | 0     |
| Unión Argentina                   | Total               | Total               | 58   | 2    | 7             | 0             | 2                  | 0                  | 67    | 2     |
| Rosario Central Argentina         | 1.ª                 | 2019/20             | 6    | 0    | 1             | 0             | -                  | -                  | 7     | 0     |
| Rosario Central Argentina         | 1.ª                 | 20                  | -    | -    | 7             | 0             | -                  | -                  | 7     | 0     |
| Rosario Central Argentina         | 1.ª                 | 2021                | 20   | 1    | 9             | 2             | 8                  | 1                  | 37    | 4     |
| Rosario Central Argentina         | 1.ª                 | 2022                | 22   | 1    | 16            | 0             | -                  | -                  | 38    | 1     |
| Rosario Central Argentina         | 1.ª                 | 2023                | 24   | 2    | 15            | 1             | -                  | -                  | 39    | 3     |
| Rosario Central Argentina         | 1.ª                 | 2024                | 12   | 1    | 7             | 0             | 6                  | 0                  | 25    | 1     |
| Rosario Central Argentina         | Total               | Total               | 84   | 5    | 55            | 3             | 14                 | 1                  | 153   | 9     |
| Atlético Tucumán Argentina        | 1.ª                 | 2025                | 17   | 0    | 2             | 0             | -                  | -                  | 19    | 0     |
| Atlético Tucumán Argentina        | Total               | Total               | 17   | 0    | 2             | 0             | -                  | -                  | 19    | 0     |
| Total en su carrera               | Total en su carrera | Total en su carrera | 298  | 13   | 74            | 3             | 17                 | 1                  | 389   | 17    |

### Selección
| Selección                                                         | Año                 | Amistosos | Amistosos | Sudamérica(1) | Sudamérica(1) | Mundial(2) | Mundial(2) | Total | Total |
| Selección                                                         | Año                 | PJ        | G         | PJ            | G             | PJ         | G          | PJ    | G     |
| ----------------------------------------------------------------- | ------------------- | --------- | --------- | ------------- | ------------- | ---------- | ---------- | ----- | ----- |
| Sub-17 Argentina                                                  |                     |           |           |               |               |            |            |       |       |
| 2007                                                              | -                   | -         | 8         | 1             | 4             | 0          | 12         | 1     |       |
| Total                                                             | -                   | -         | 8         | 1             | 4             | 0          | 12         | 1     |       |
| Total en su carrera                                               | Total en su carrera | -         | -         | 8             | 1             | 4          | 0          | 12    | 1     |
| (1) Incluye Sudamericano Sub-17. (2) Incluye Copa Mundial Sub-17. |                     |           |           |               |               |            |            |       |       |

## Palmarés

### Campeonatos nacionales
| Título          | Club            | País      | Año  |
| --------------- | --------------- | --------- | ---- |
| Copa de la Liga | Rosario Central | Argentina | 2023 |